# Seznam litovskih pisateljev
Seznam litovskih pisateljev.

## B
- Juozas Baltušis (prv.i. Albertas Juozenas)
- Kazys Boruta
- Vytautas Bubnys
- Algis Budrys

## C
- Petras Cvirka

## Č
- Laura Sintija Černiauskaitė

## G
- Liudas Gira

## J
- Liudvikas Jakavičius
- Arvydas Juozaitis

## K
- Jurgis Kunčinas

## L
- Vytautas V. Landsbergis (ml.)

## M
- Marius Marcinkevičius
- Eduardas Mieželaitis

## P
- Sigitas Parulskis
- Gabrielė Petkevičaitė-Bitė

## T
- Andrius Tapinas

## V
- Tomas Venclova
- Antanas Vienuolis (pr. pr. Žukauskas)

## Ž
- Vytautė Žilinskaitė